# غوردون جيبسون
غوردون جيبسون (بالإنجليزية: Gordon Gibson)‏ (1 نوفمبر 1908 في أستراليا - 7 يوليو 1967 بملبورن في أستراليا) هو لاعب كريكت أسترالي. لعب مع فريق تسمانيا للكريكت.

## وصلات خارجية
- غوردون جيبسون على موقع إي آس بي آن كريك إنفو (الإنجليزية)